# Bahai-vasten
De bahai-vasten is een negentiendaagse periode in het jaar, gedurende welke de leden van het bahai-geloof vasten van zonsopgang tot zonsondergang. De periode loopt van 2 tot 20 maart of van 1 tot 19 maart, afhankelijk van de datum van Noroez in dat jaar.
Samen met het verplichte gebed is het een van de belangrijkste verplichtingen van een bahai-gelovige. Shoghi Effendi geeft aan dat de vastenperiode "een periode van meditatie en gebed, van geestelijk herstel is, waarin de gelovige ernaar moet streven om waar nodig zijn innerlijke leven opnieuw te ordenen, en de geestelijke krachten die in zijn ziel sluimeren te verkwikken en weer te versterken. De betekenis en het doel ervan zijn daarom in de grond geestelijk van aard. Vasten is symbolisch en herinnert aan het zich onthouden van zelfzuchtige en zinnelijke verlangens."
De vasten is ingesteld door de Báb en door bevestigd door Bahá'u'lláh, de grondlegger van het bahai-geloof, die de regels van het vasten in 1873 beschreef in zijn boek van wetgevingen, de Kitáb-i-Aqdas. De wet geldt voor alle Bahais van 15 tot 70 jaar oud. Ontheffing geldt voor mensen die reizen, ziek zijn, zwanger, een kind zogen of tijdens de menstruatie, en mensen die zware arbeid verrichten.
Op 21 maart, het begin van de lente op het noordelijk halfrond, wordt het begin van het nieuwe jaar gevierd (Noroez).

## Verder lezen
- Koppold-Liebscher DA, Klatte C, Demmrich S, Schwarz J, Kandil FI, Steckhan N, Ring R, Kessler CS, Jeitler M, Koller B, Ananthasubramaniam B, Eisenmann C, Mähler A, Boschmann M, Kramer A and Michalsen A (2021). Effects of Daytime Dry Fasting on Hydration, Glucose Metabolism and Circadian Phase: A Prospective Exploratory Cohort Study in Bahá'í Volunteers. Frontiers in Nutrition 8:662310. doi: 10.3389/fnut.2021.662310.